# 압살롬
압살롬(אַבְשָׁלוֹם, "평화의 아버지")은 구약성서에 나오는 연합 이스라엘 왕국의 2대 왕 다윗의 셋째 아들이다. 아버지 다윗에 대항하여 압살롬의 난을 일으켰으나 패배해 살해당했다.

## 성경에서

### 어린 시절
압살롬은 다윗이 헤브론에 있을 때 그술의 왕 탈매의 딸 마아가에서 태어났다. 그리고 어릴 때 왕이 된 아버지를 따라 예루살렘으로 이사와 거기서 자랐다. 3명의 아들과 1명의 딸을 두었는데, 사무엘하 18장에서 아들이 없다고 말한 것으로 보아 그 이전에 아들들이 모두 죽었거나 그 이후에 태어난 것으로 본다.
다말을 통해 둔 손녀 마아가는 이후 르호보암의 부인이 되어 아비얌을 낳는다.

### 암논을 살해하다
이후 다윗의 장남이자 형인 암논이 자신의 누이 다말을 강간하자 이에 대한 복수로 2년 후 에브라임 근처 바알하솔에서 자신이 주최한 연회에서 부하들을 시켜 암논을 살해했다.
그리고 2년 동안 그술의 왕 암미훗의 아들 탈마이에게 있다가 요압의 권유로 다시 궁전에 돌아오게 된다. 하지만, 다윗과 더불어 데리고 오자고 권유한 요압조차 2년간 압살롬을 무시하고 방치하자 이에 분하여 요압의 밭에 불을 질렀고 화가 난 요압에게 아버지를 보고싶다 청하여 4년이 지나서야 다윗을 만난다. 이후 그는 군략가인 아히도벨, 군사령관 아마시아 등을 포섭하며, 백성들의 억울함을 풀어주는 등 민심을 장악하고, 반란을 준비했다.

### 헤브론에서의 반란
4년 후 압살롬은 드디어 이스라엘 사람들과 함께 헤브론에서 반란을 일으켰고 다윗은 요르단강을 건너 마하나임 지역으로 피신했다. 압살롬은 백성들 앞에서 아버지의 후궁들과 동침한다.

### 에브라임 숲 전투
아히도펠의 말을 듣지 않고 다윗이 심어놓은 심복 후새의 의견에 따라 다윗이 재정비할 시간을 허용하다가 에브라임 숲 전투에서 대패한다. 끝내 다윗이 총지휘하는 요압, 아비새, 이때의 군대에 의해 패배하여 도망가다가 향엽나무에 머리가 걸려 매달렸다. 그리고 한 병사에 보고로 달려온 요압과 그의 군사들에 의해 창에 찔려 죽었다.

### 묘비
압살롬이 죽은 키드론 계곡의 장소에 압살롬의 묘지가 세워졌다. 현대까지도 압살롬의 묘지가 전하는데, 현대에 전하는 묘지는 기원후 1세기경에 건축된 것이다. 이 건축물이 헤로데 대왕의 묘지와 유사한 것으로 보아 헤로데 아그리파 1세의 묘지가 아니냐는 주장이 제기되고 있다. 수세기동안 유대인 뿐만 아니라 이슬람 순례자들이 이 무덤에 돌을 던지는 것이 관례였다고 한다.